# Cadiz, Ohio
Cadiz là một làng thuộc quận Harrison, tiểu bang Ohio, Hoa Kỳ. Năm 2010, dân số của làng này là 3353 người.

## Dân số
- Dân số năm 2000: 3308 người.
- Dân số năm 2010: 3353 người.